# دومين (إزار)
دومين هي بلدية في إزار في جنوب شرق فرنسا.